# Гадспет (округ, Техас)
Шаблон:StateAbbr_ 31°27′ пн. ш. 105°22′ зх. д. / 31.45° пн. ш. 105.37° зх. д.
Округ Гадспет (англ. Hudspeth County) — округ (графство) у штаті Техас, США. Ідентифікатор округу 48229.

## Історія
Округ утворений 1917 року.

## Демографія
За даними перепису 2000 року загальне населення округу становило 3344 осіб, усе сільське. Серед мешканців округу чоловіків було 1696, а жінок — 1648. В окрузі було 1092 домогосподарства, 842 родин, які мешкали в 1471 будинках. Середній розмір родини становив 3,56.
Віковий розподіл населення поданий у таблиці:
| Стать    | До 15 років | 15-21 | 22-29 | 30-39 | 40-49 | 50-65 | 65-85 | Понад 85 |
| -------- | ----------- | ----- | ----- | ----- | ----- | ----- | ----- | -------- |
| Чоловіки | 525         | 194   | 170   | 215   | 202   | 236   | 143   | 11       |
| Жінки    | 402         | 207   | 163   | 247   | 202   | 250   | 158   | 19       |

## Суміжні округи
- Отеро, Нью-Мексико — північ
- Калберсон — схід
- Джефф-Девіс — південний схід
- Пресидіо — південь
- Гвадалупе, Чіуауа, Мексика — південь
- Práxedis G. Guerrero (municipality)[en], Мексика — південь
- Ель-Пасо — захід

## Виноски
1. ↑  http://www.tshaonline.org/handbook/online/articles/hch21
2. ↑  U.S. Decennial Census. United States Census Bureau. Архів оригіналу за 26 квітня 2015. Процитовано 30 квітня 2015.
3. ↑  Texas Almanac: Population History of Counties from 1850–2010 (PDF). Texas Almanac. Архів оригіналу (PDF) за 26 лютого 2015. Процитовано 30 квітня 2015.
4. ↑  State & County QuickFacts. United States Census Bureau. Архів оригіналу за 18 жовтня 2011. Процитовано 17 грудня 2013.(англ.) Наведено за англійською вікіпедією.
5. ↑  American FactFinder. Бюро перепису населення США. Архів оригіналу за 21 травня 2008. Процитовано 31 січня 2008.

| США | Це незавершена стаття з географії США. Ви можете допомогти проєкту, виправивши або дописавши її. |